# Jardim Alegre
Jardim Alegre ist ein brasilianisches Munizip in der Mitte des Bundesstaats Paraná. Es hat 12.004 Einwohner (2022), die sich Jardim-Alegrenser nennen. Seine Fläche beträgt 413 km². Es liegt 669 Meter über dem Meeresspiegel.

## Etymologie
Der Name geht auf ein Landgut Rancho Alegre zurück. An der Straße von Ivaiporã nach Faxinal stand nämlich ein Schild (portugiesisch: placa) dieser Fazenda. Der Ort des Abzweigs war allgemein als Placa Rancho Alegre bekannt. In Anlehnung daran wurde der Ortsname Jardim Alegre gewählt.

## Geschichte

### Besiedlung
Im Jahr 1929 erwarb die Familie Barbosa Ferraz ein großes Areal. Sie gründete die Immobiliengesellschaft Sociedade Territorial Ubá Ltda., die das Gebiet der heutigen Gemeinde Jardim Alegre besiedeln sollte. Erst nach 1939 wurde das Gebiet mit der Rodung der Wälder und dem Beginn der Urbarmachung der Böden erschlossen.
Die Besiedlung begann schließlich 1952, als fünf Brüder Machado eine Fazenda aufbauten und ihr den Namen Rancho Alegre gaben.

### Erhebung zum Munizip
Jardim Alegre wurde durch das Staatsgesetz Nr. 4859 vom 28. April 1964 aus Ivaiporã ausgegliedert und in den Rang eines Munizips erhoben. Es wurde am 14. Dezember 1964 als Munizip installiert.

## Geografie

### Fläche und Lage
Jardim Alegre liegt auf dem Terceiro Planalto Paranaense (der Dritten oder Guarapuava-Hochebene von Paraná). Seine Fläche beträgt 413 km². Es liegt auf einer Höhe von 669 Metern.

### Geologie und Böden
Die Böden bestehen aus Terra Roxa, die bis zur Besiedlung mit tropischem Urwald bedeckt war.

### Vegetation
Das Biom von Jardim Alegre ist Mata Atlântica.

### Klima
Das Klima ist gemäßigt warm. Es werden hohe Niederschlagsmengen verzeichnet (1559 mm pro Jahr). Die Klimaklassifikation nach Köppen und Geiger lautet Cfa. Im Jahresdurchschnitt liegt die Temperatur bei 20,3 °C.

### Gewässer
Jardim Alegre liegt im Einzugsgebiet des Ivaí, an dessen linken Ufer das Munizip liegt. Sein linker Nebenfluss Rio Corumbataí bildet die westliche Grenze des Munizips. Der Rio da Bulha durchfließt das Munizip von Süd nach Nord in seiner Mitte. 

### Straßen
Jardim Alegre ist über die PRC-082 mit Ivaiporã im Süden verbunden. Über die PR-082 kommt man im Norden nach Lidianópolis und zur Ivaí-Brücke bei Porto Ubá. 

### Nachbarmunizipien
|                                | Lunardelli und Lidianópolis                 |              |
| Godoy Moreira                  | Kompassrose, die auf Nachbargemeinden zeigt | Grandes Rios |
| Nova Tebas, Iretama und Arapuã | Ivaiporã                                    |              |

## Stadtverwaltung
Bürgermeister:  Jose Roberto Furlan, Cidadania (2021–2024)
Vizebürgermeister: Moisés da Farmácia, Cidadania (2021–2024)

## Demografie

### Bevölkerungsentwicklung
| Jahr | Einwohner | Stadt | Land |
| ---- | --------- | ----- | ---- |
| 1970 | 34.870    | 12 %  | 88 % |
| 1980 | 28.636    | 27 %  | 73 % |
| 1991 | 20.446    | 42 %  | 58 % |
| 2000 | 13.673    | 52 %  | 48 % |
| 2010 | 12.324    | 58 %  | 42 % |
| 2022 | 12.004    |       |      |

Quelle: IBGE (2011) und Volkszählung 2022

### Ethnische Zusammensetzung
| Gruppe * | 1991    | 2000    | 2010    | wer sich als …                                                                   |
| --- | ------- | ------- | ------- | -------------------------------------------------------------------------------- |
| Weiße | 75,9 %  | 64,8 %  | 61,1 %  | weiß bezeichnet                                                                  |
| Schwarze | 6,3 %   | 3,5 %   | 4,9 %   | schwarz bezeichnet                                                               |
| Gelbe | 0,0 %   | 1,2 %   | 0,4 %   | von fernöstlicher Herkunft wie japanisch, chinesisch, koreanisch etc. bezeichnet |
| Braune | 17,7 %  | 29,9 %  | 33,6 %  | braun oder als Mischung aus mehreren Gruppen bezeichnet                          |
| Indigene | 0,0 %   | 0,3 %   | 0,0 %   | Ureinwohner oder Indio bezeichnet                                                |
| ohne Angabe | 0,1 %   | 0,2 %   | 0,0 %   |                                                                                  |
| Gesamt | 100,0 % | 100,0 % | 100,0 % |                                                                                  |
| *) Das IBGE verwendet für Volkszählungen ausschließlich diese fünf Gruppen. Es verzichtet bewusst auf Erläuterungen. Die Zugehörigkeit wird vom Einwohner selbst festgelegt. |         |         |         |                                                                                  |

Quelle: IBGE (Stand: 1991, 2000 und 2010)